# 欧氏尖吻鲛
歐氏尖吻鮫（學名：Mitsukurina owstoni），又名歐氏劍吻鯊、歐氏尖吻鯊，也被稱為哥布林鯊（Goblin Shark），是尖吻鮫科（或稱尖吻鯊科或箕作氏鯊科）下的唯一一個现生物種，大約有1.25亿年历史，是一種深海鯊魚。歐氏尖吻鮫的特徵是牠的吻向前突起而形成一尖突，比其他鯊魚的更為長，以此感觉猎物，两颌前移形成鸟喙状，可以突然伸出攫取猎物。牠的另一個特徵是半透明的皮肤，以显露出血液使身体呈粉红色。牠可以伸縮上顎通常情況下收縮，此時它看起來與一般的鯊魚並無太大區別，但它可以通過迅速伸出上顎來捕獲前方的獵物，據紀錄片《鯊魚周（shark week）》的記載，歐氏尖吻鮫上顎出射速度達到0.16s，是目前魚類捕食的世界紀錄。哥布林鯊通過顎周邊的肌肉來維持上顎使其能夠在出射時不脱離口部。，當收縮時，外觀就像是一頭粉紅色而長吻的沙虎鯊，由於屬於古老的鯊魚家族，可稱為活化石。
歐氏尖吻鮫出沒於陽光照射不到的深海，一般在深於200米水深處。牠們分佈在世界各地温带和热带的海域，從太平洋的澳洲至大西洋的墨西哥灣。牠們首先於日本的海域被發現。
歐氏尖吻鮫在深海捕食不同種類的生物。牠們主要以魷魚、蟹及深海魚為食物。就牠們的生命及生殖習性所知甚少，而牠們的敵人亦較少。因此，世界自然保護聯盟並沒有將牠們分類為瀕危物種。

## 分類

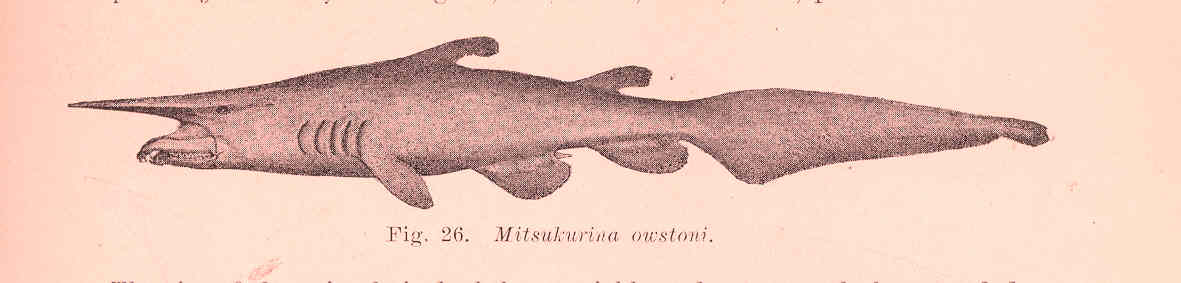
早期的歐氏尖吻鮫圖繪

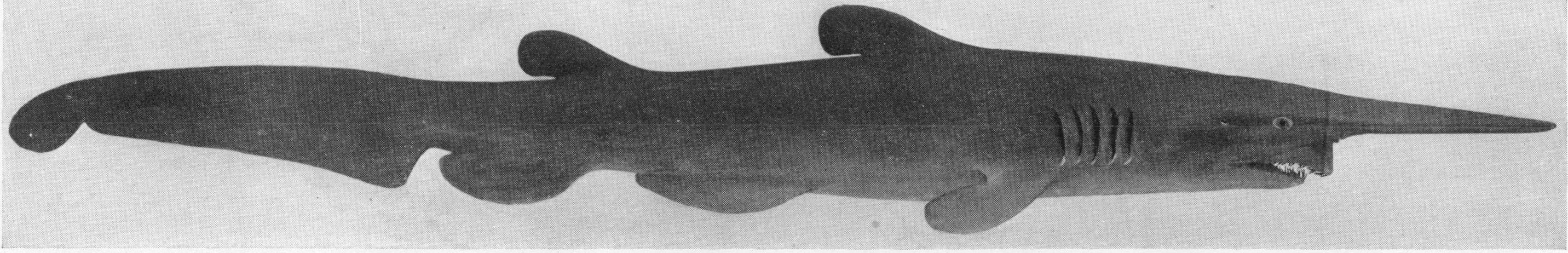
早期的歐氏尖吻鮫模型

歐氏尖吻鮫最初是於1898年由大衛·喬登（David Starr Jordan）以近日本橫濱市的相模海發現的標本來命名。另一個標本亦於1909年被命名為劍吻鯊的Scapanorhynchus jordoni。歐氏尖吻鮫曾一度被分類在劍吻鯊屬中，但現時這個分類是無效的。歐氏尖吻鮫的化石共有24個及其他兩個已滅絕的相關屬，即劍吻鯊屬及Anomotodon。
尖吻鮫屬的學名是以東京大學的動物學家箕作佳吉來命名，原因是他將有關的標本交予朱爾敦作研究的。種小名則是以標本發現者Alan Owston命名的。

## 分佈及棲息地

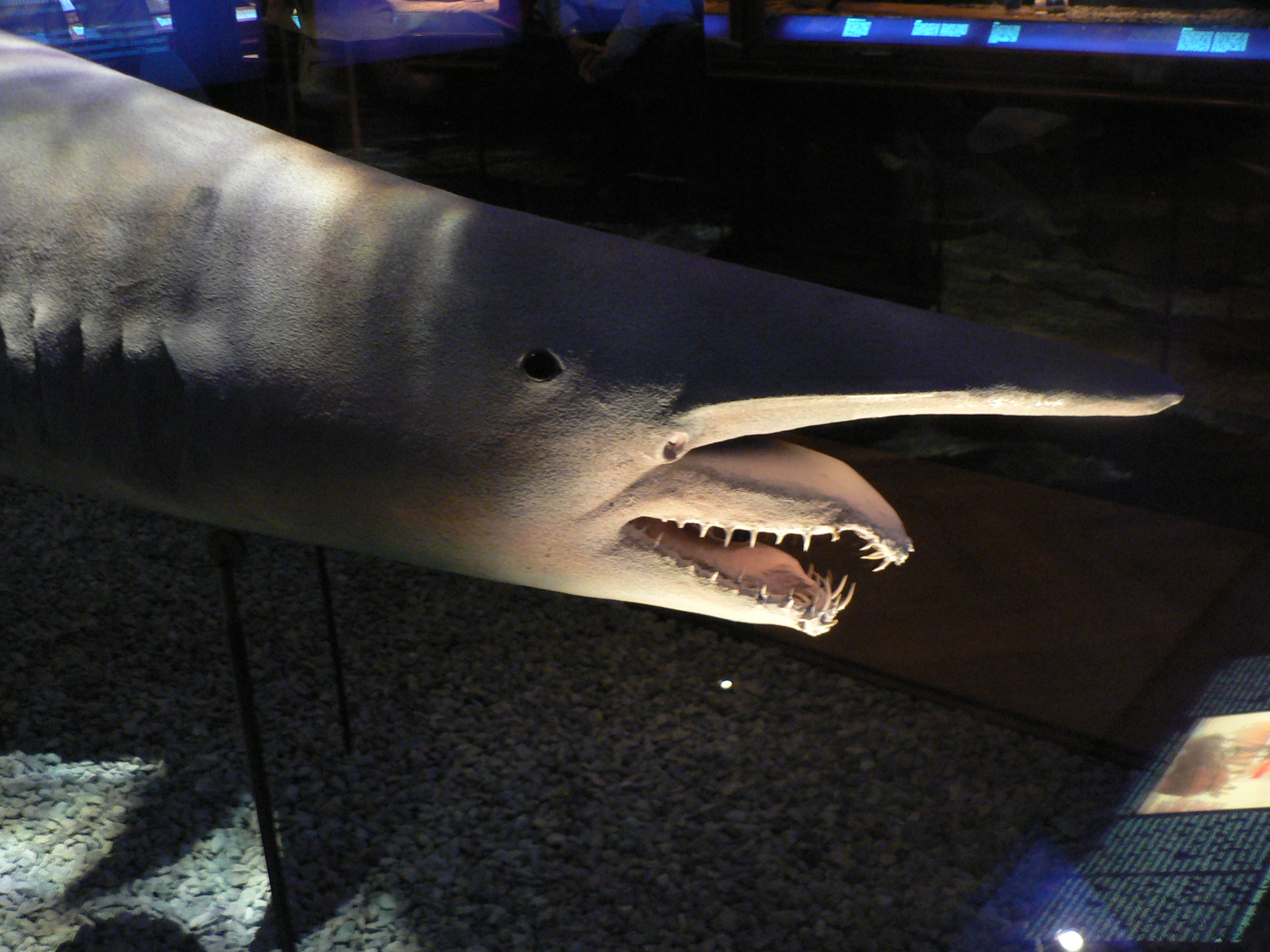
歐氏尖吻鮫的模型，可見其嘴突出的模樣。

歐氏尖吻鮫是深海的鯊魚，經常在水深約250米的海底生活。最深的標本就曾於水深1300米處發現。
只有約45個歐氏尖吻鮫的標本曾被研究。大部份被漁獵歐氏尖吻鮫都是在日本發生，尤其是在房總半島附近的海域。牠們在太平洋的分佈很廣泛，曾於南非、澳洲及新西蘭的海域發現。牠們亦曾於法屬蓋亞那對出的西大西洋，並馬德拉自治區及葡萄牙的比斯開灣出沒。在大西洋的另一端，歐氏尖吻鮫曾兩次在墨西哥灣被發現。

## 解剖及外觀
歐氏尖吻鮫的體型屬於中等至大型。一般的標本都有2至3米長。最大的標本是在塔斯曼尼亞被發現，約有3.9米長。估計牠們最大可以達至5.4至6米長。
歐氏尖吻鮫有一般鯊魚所有的體形。牠們的鰭並非尖的，反而是低及圓的，臀鰭及胸鰭明顯的比背鰭大。牠們的尾巴就像長尾鯊般，上半叶比下半叶长。
歐氏尖吻鮫的身體呈粉紅色，在鯊魚中非常獨特，這是因牠們的皮膚是半透明的，其血管使得外觀上是粉紅色的。牠的鰭都是帶青色的。歐氏尖吻鮫的眼睛小且沒有瞬膜。牠們沒有尾前小窩及龍骨。前排牙齒很長及邊滑，後排的牙齒則適合壓碎食物。
歐氏尖吻鮫的肝臟可以佔身體重量的25%。現時仍未知悉為何牠們的肝如此大。

## 行為
歐氏尖吻鮫是以在其吻的電子敏感器官來偵測獵物。一旦歐氏尖吻鮫發現牠的獵物，牠們突然伸出其顎，以像舌頭的肌肉來將獵物啜入前齒。牠們會吃深海石頭魚、頭足綱及甲殼類等獵物。

## 生殖
現時對歐氏尖吻鮫的生殖仍是一無所知。雖然從來未有捕捉到懷孕的歐氏尖吻鮫，但作為鼠鯊目的一份子，推測牠們亦都是卵胎生的。牠們的受精卵會在母體內孵化，出生時已經是一頭幼鯊。
台灣宜蘭縣蘇澳鎮曾有漁民抓獲了一條重達800公斤的歐氏尖吻鮫，漁民以底拖網漁船捕魚時，意外將這條歐氏尖吻鮫拖上岸，且鯊魚體內還懷有6隻幼鯊。

## 對人類的重要性
歐氏尖吻鮫一般會成為副漁獲物。由於牠們逗留在海底，牠們多被海底刺網或延繩釣所捕獲。牠們有時亦會被拖網所捕獵。有時牠們亦會被深海漁絲所纏繞。
現時一些收集者喜歡搜集歐氏尖吻鮫的顎骨，價錢介乎1500至4000美元。
怪獸電影卡美拉對深海怪獸吉古拉的反派怪獸以此為藍本。

## 生態系統的角色
歐氏尖吻鮫是高層次的肉食性生物。牠在體外及體內亦有不同的寄生蟲，已知包括兩種蛔蟲（學名分別為Litobothrium amsichensis及Marsupiobothrium gobelinus）與一種橈腳類（管口目生物，學名 Echthrogaleus mitsukurinae）就在澳洲的歐氏尖吻鮫標本中發現。

## 保育狀況
於2004年，歐氏尖吻鮫被世界自然保護聯盟列為「低危」物種。雖然很少會見到牠們，但就其分佈世界各地海域的情況，加上牠很少作為副漁獲物被捕獲，故此推斷並沒有出現滅絕的合理危害。世界自然保護聯盟指歐氏尖吻鮫最大的敵人將會是狩獵、意外死亡及水污染。現時並沒有行動來保護牠們。